# Deliaesianum
Deliaesianum is een geslacht van kevers uit de familie van de loopkevers (Carabidae). De wetenschappelijke naam van het geslacht is voor het eerst geldig gepubliceerd in 1999 door Morvan.

## Soorten
Het geslacht Deliaesianum omvat de volgende soorten:
- Deliaesianum bengalense (Chaudoir, 1878)
- Deliaesianum damruz Morvan, 1999
- Deliaesianum deliae Morvan, 1999
- Deliaesianum kucerai Morvan, 2007
- Deliaesianum nepalensis Morvan, 1999
- Deliaesianum queinneci Deuve, 1986